# Феминистко изкуство
Феминисткото изкуство е категория изкуство, често свързано с феминисткото движение от края на 60-те и 70-те години на ХХ век. Феминисткото изкуство подчертава обществените и политическите различия, които жените изпитват в живота си. Надеждата за тази форма на изкуство е да внесе положителна промяна в света и да доведе до равенство и освобождение. Използваните медии варират от традиционни форми на изкуство като живописта до по-нестандартни методи като пърформанс, концептуално изкуство, бодиарт, крафтивизъм, видео, филм и текстилно изкуство. Феминисткото изкуство служи като иновативна движеща сила за разширяване на определението за изкуство чрез включването на нови медии и нова перспектива.
Въпреки че феминисткото изкуство в основата си е област, която се стреми към равенство между половете, то не е статично. То е постоянно променящ се проект, който „сам по себе си постоянно се оформя и премоделира във връзка с живите процеси на женските борби“. То не е платформа, а по-скоро „динамичен и самокритичен отговор“.

## История
Историците на изкуството отбелязват, че няма женски еквивалент на Микеланджело или Да Винчи. В книгата „Защо няма велики жени художнички“ (на английскиː Why Have There Been No Great Women Artists) Линда Нохлин пише: „Вината не е в нашите звезди, нашите хормони, нашите менструални цикли или нашите празни вътрешни пространства, а в нашите институции и нашето образование.“ Исторически погледнато, жените са били натоварени с ролята на полагащи грижи, така че повечето жени не са можели да отделят време за създаване на изкуство. Освен това на жените рядко се e разрешавалода влизат в школите по изкуства и почти никога не са се допускали в класове по рисуване на голо тяло на живо от страх от неуместно поведение. Жените, които са били художнички, вероятно са били или богати жени със свободно време, които са били обучавани от своите бащи или чичовци и са създавали натюрморти, пейзажи или портрети, или са станали едни от многото помощници на други мъже художници. Примерите включват Анна Клейпул Пийл и Мери Касат.
Феминисткото изкуство често съдържа лични и политически елементи, които са уникални за всеки индивид. Има погрешни теории за природата на феминисткото изкуство. През 1980 г. Луси Р. Липард заявява, че феминисткото изкуство не е „нито стил, нито движение, а ценностна система, революционна стратегия, начин на живот“. Възникнало в края на 60-те години на ХХ век, движението за феминистко изкуство е вдъхновено от студентския активизъм, движението за граждански права и феминизма от втората вълна. Критикувайки институции, които насърчават сексизма и расизма, цветнокожите и жените идентифицират и се опитват да поправят неравенството. Художничките използват своите произведения на изкуството, протести, колективи и регистри на женското изкуство, за да хвърлят светлина върху неравенството в света на изкуството.
Първата вълна на феминисткото изкуство е създадена в средата на 19 век. След като жените получават избирателни права в Съединените щати в началото на 20-те години на 20 век, вълна от либерализация се разпространява по целия свят, което води до постепенни промени във феминисткото изкуство. Бавната и постепенна промяна във феминисткото изкуство започва да набира скорост през 60-те години на 20 век.

### 60-те години
Преди 60-те години по-голямата част от произведенията на изкуството, създадени от жени, не изобразяват феминистко съдържание, което или адресира, или критикува уникалните условия, пред които са изправени жените. Жените са по-често обект на изкуството, отколкото самият художник. В началото на 20 век започват да се произвеждат произведения, които парадират с женската сексуалност – pin-up момичето е отличен пример. До края на 60-те години на 20 век има множество женски произведения на изкуството, които се откъсват от традицията да изобразяват жените по изключително сексуализиран или обективизиран начин.

За да спечелят признание, много художнички се борят да „обезполовят“ работата си, за да се конкурират в един доминиращ мъжки свят на изкуството. Ако една работа не „изглежда“, сякаш е направена от жена, тогава стигмата, свързана с жените, няма да се придържа към самата работа, като по този начин придава на работата собствената си цялост. През 1963 г. Яйои Кусама създава Oven-Pan – част от по-голяма колекция от произведения, които тя нарича агрегационни скулптури. Както при други произведения от тази колекция, Oven-Pan взема предмет, свързан с женската работа – в този случай метален тиган, и го покрива напълно с луковични бучки от същия материал. Това е ранен феминистки пример за художнички, намиращи начини да се откъснат от традиционната роля на жените в обществото. Направата на бучките от същия цвят и материал като металния тиган напълно отнема функционалността на тигана и – в метафоричен смисъл – връзката му с жените. Издатините премахват пола на артикула, като не само премахват функцията му на метален тиган, който жените биха използвали в кухнята, но и го правят грозен. Преди тази ера обикновената женска работа се състои от красиви и декоративни неща като пейзажи и юргани. Криста Даулинг се опитва да обясни тази теория, като твърди, че „жените са по-чувствителни по природа от мъжете...“л Докато по-съвременните произведения на изкуството от жени стават смели или дори бунтарки, например Сюзан Валадон.  
Към края на десетилетието започват да се появяват прогресивни идеи, критикуващи социалните ценности, в които мейнстрийм общоприетата идеология е заклеймена като неутрална. Предполага се, че светът на изкуството като цяло е успял да институционализира в същността си идеята за сексизъм. По това време се наблюдава възраждане на различни медии, които историята на изкуството е поставяла на дъното на естетическата йерархия, като например quilting. Казано по-просто, този бунт срещу социално изградената идеология за ролята на жената в изкуството предизвика раждането на нов стандарт за женския субект. Ако някога женското тяло е било разглеждано като обект за мъжкия поглед, то след това се разглежда като оръжие срещу социално конструираните идеологии на пола.
С творбата на Йоко Оно от 1964 г. "Cut Piece" пърформансът започва да набира популярност във феминисткото изкуство като форма на критичен анализ на обществените ценности по отношение на пола. В тази творба Оно се вижда коленичила на земята с ножица пред себе си. Тя приканва публиката да отрязва едно по едно парчета от дрехите ѝ, докато накрая не остава коленичила в разкъсаните остатъци от дрехите и бельото си. Тази интимна връзка, създадена между субекта (Оно) и публиката, разглежда понятието за пол в смисъл че Оно се е превърнала в сексуален обект. Оставайки неподвижна, докато все повече и повече парчета от дрехите ѝ се отрязват, тя разкрива социалното положение на жената, в което тя е разглеждана като обект, докато публиката ескалира до момента, в който сутиенът ѝ е отрязан. 

### 70-те години
През 70-те години феминисткото изкуство продължава да бъде средство за оспорване на положението на жените в социалната йерархия. Целта е жените да достигнат състояние на равновесие с мъжете си. Творбата на Джуди Чикаго от 1979 г. на име „Вечерно парти“ (The Dinner Party), смятана за първото епично феминистко произведение на изкуството, подчертава тази идея за новооткрито женско овластяване чрез превръщането на масата за вечеря – асоциация за традиционната женска роля, в равностранен триъгълник. Всяка страна има равен брой чинии, посветени на определена жена в историята. Всяка чиния съдържа едно ястие. Това служи като начин за разчупване на идеята за подчиненост на жените от обществото. Разглеждайки историческия контекст, 60-те и 70-те години на ХХ век служат като значима епоха, в която жените започват да празнуват нови форми на свобода. В произведенията на изкуството са отразени присъединяването на повече жени към работната сила, легализирането на контрола върху раждаемостта, борбата за равно заплащане, гражданските права и решението „Роу срещу Уейд" (1973 г.) за легализиране на абортите в САЩ. Тези свободи обаче не се ограничават само до политиката.
Традиционно умението да се изобрази голото тяло на платно или в скулптура е било израз на високо ниво на постижения в изкуството. За да се достигне това ниво, е бил необходим достъп до голи модели. Докато мъжете художници са имали тази привилегия, за жената се е смятало за неподходящо да вижда голи тела. В резултат на това жените са били принудени да насочат вниманието си към по-малко професионално признатото „декоративно" изкуство. През 70-те години на ХХ век обаче борбата за равенство обхваща и изкуството. В крайна сметка все повече жени започват да се записват в художествени академии. За повечето от тези художнички целта не е била да рисуват като традиционните майстори мъже, а да научат техниките им и да ги използват по начини, които да оспорят традиционните възгледи за жените.
Картината на Мери Бет Еделсън „Някои живи американски художнички / Тайната вечеря" (1972 г.) присвоява картината „Тайната вечеря“ на Леонардо да Винчи, като главите на известни жени художнички са колажирани върху главите на Христос и неговите апостоли. Това изображение, насочено към ролята на религиозната и художествено-историческата иконография в подчинението на жените, се превръща в „един от най-емблематичните образи на феминисткото художествено движение".
Фотографията се превръща в често използвано средство от феминистките художнички. Тя е използвана по много начини, за да покаже „истинската" жена. Така например през 1979 г. Джудит Блек прави автопортрет, изобразяващ тялото ѝ в такава светлина. Той показва застаряващото тяло на художничката и всички нейни недостатъци в опит да се представи като човешко същество, а не като идеализиран секс символ. Хана Вилке също използва фотографията като свой начин да изрази нетрадиционно представяне на женското тяло. В колекцията си от 1974 г., наречена S.O.S - Stratification Object Series, Вилке използва себе си като обект. Тя се изобразява без горнище или сутиен с различни парчета дъвка във формата на вулва, разположени по цялото ѝ тяло, като метафорично демонстрира как жените в обществото са сдъвкани и след това изплюти. През 1975 г. в Будапеща, Унгария Орши Дроздик под рожденото си име Дроздик Оршоля като студентка в Унгарската академия за изящни изкуства разглежда исторически снимки на академични документи от 19 и началото на 20 век на голи модели в библиотеката на академията. Тя ги заснема отново и излага снимките като свое произведение. По-късно същата година тя прожектира снимките на голи модели върху собственото си голо тяло, фотографира ги и прави пърформанси, озаглавени NudeModel, в които се представя като жена художник, рисуваща гол женски модел.
По това време се обръща голямо внимание на бунта срещу „традиционната жена". Това довежда до ответна реакция както от страна на мъжете, така и от страна на жените, които смятат, че техните традиции са застрашени. Преминаването от показване на жените като бляскави икони към показване на обезпокоителни силуети на жени (артистична демонстрация на „отпечатъка“, оставен от жертвите на изнасилване) в случая на Ана Мендиета, подчертава определени форми на деградация, които популярната култура не успява да признае напълно.
Докато творчеството на Ана Мендиета се фокусира върху сериозен проблем, други творци, като Линда Бенглис, заемат по-сатирична позиция в борбата за равенство. На една от фотографиите ѝ, публикувани в Артфорум, тя е изобразена гола, с къса прическа, слънчеви очила и вибратор, поставен на пубиса. Някои възприемат тази радикална снимка като "вулгарна" и обезпокоителна. Други обаче виждат израз на неравенството между половете в смисъл, че нейната снимка е критикувана по-остро от тази на колегата ѝ от мъжки пол, Робърт Морис, който позира без горнище с вериги около врата си в знак на подчинение. По това време изобразяването на доминираща жена е силно критикувано, а в някои случаи всяко женско изкуство, изобразяващо сексуалност, е възприемано като порнографско. 
За разлика от изобразяването на доминантността от Бенглис, за да разкрие неравенството между половете Марина Абрамович използва подчинението като форма на разкриване на положението на жените в обществото, която по-скоро ужасява, отколкото тревожи публиката. В пърформанса си „Ритъм 0" (1974 г.) Абрамович разширява не само своите граници, но и тези на публиката, като представя на публиката 72 различни предмета - от пера и парфюм до пушка и куршум. Инструкциите ѝ са прости: тя е обектът, а публиката може да прави каквото си поиска с тялото ѝ през следващите шест часа. Публиката има пълен контрол, докато Марина стои неподвижно. В крайна сметка публиката става по-агресивна и някои индивиди започват да насилват тялото ѝ - в един момент мъж я заплашва с пистолет, но когато представлението свършва, публиката обезумява и бяга уплашена, сякаш не може да се примири с току-що случилото се. В този емоционален пърформанс Абрамович представя силното послание за опредметяването на женското тяло, като същевременно разгръща сложността на човешката природа.
През 1975 г. Барбара Деминг основава фонда „Пари за жени", за да подкрепя работата на художничките феминистки. Деминг помага за управлението на фонда с подкрепата на художничката Мери Мейгс. След смъртта на Деминг през 1984 г. организацията е преименувана на Мемориален фонд „Барбара Деминг". Днес фондът е „най-старата действаща феминистка агенция за отпускане на безвъзмездни средства", която "насърчава и отпуска безвъзмездни средства на отделни феминистки в областта на изкуството (писателки и визуални артистки)".

### 80-те години
Въпреки че феминисткото изкуство е фундаментално всяка област, която се стреми към равенство между половете, то не е статично. Това е постоянно променящ се проект, който „самият той постоянно се оформя и премоделира във връзка с живите процеси на женските борби“. Това не е платформа, а по-скоро „динамичен и самокритичен отговор“. Феминистката искра от 60-те и 70-те години на 20 век спомага да се проправи път за активисткото изкуство и изкуството на идентичността от 80-те години. Всъщност значението на феминисткото изкуство се разви толкова бързо, че до 1980 г. Луси Липард организира изложба, в която „всички участници изложиха творби, които принадлежат към „пълната панорама на изкуството за социална промяна“, макар и по различни начини, които подкопават всякакъв смисъл че „феминизмът“ означава или едно политическо послание, или един вид произведение на изкуството, е ключов елемент за бъдещото творческо социално развитие на феминизма като политическа и културна намеса.
През 1985 г. Музеят за модерно изкуство в Ню Йорк открива галерия, която претендира да излага най-известните произведения на съвременното изкуство по онова време. От избраните 169 художници само 13 са жени. В резултат на това анонимна група жени проучва най-влиятелните музеи на изкуството и установява, че те почти не излагат женско изкуство. Така се раждат "Guerrilla Girls", които посвещават времето си на борбата със сексизма и расизма в света на изкуството чрез протести, плакати, произведения на изкуството и публични речи. За разлика от феминисткото изкуство преди 80-те години на ХХ век, Guerrilla Girls представят по-смела идентичност и едновременно привличат вниманието и разобличават сексизма. Плакатите им целят да отрекат ролята, която жените са играли в света на изкуството преди феминисткото движение. В един от случаите картината „Голямата одалиска“ на Жан Огюст Доминик Енгър е използвана в един от плакатите им, където изобразеното женско голо тяло е с маска на горила. До нея е написано: „Трябва ли жените да са голи, за да влязат в музея Метрополитън? По-малко от 5% от художниците в секциите за модерно изкуство са жени, но 85% от голите тела са женски". Като се взема известна творба и се преработва, за да се премахне предназначението ѝ за мъжкия поглед, женското голо тяло се разглежда като нещо различно от желан обект.
Критиката на мъжкия поглед и опредметяването на жените може да се види и в книгата на Барбара Крюгер „Твоят поглед удря страната на моето лице". В тази творба се вижда мраморен бюст на жена, обърнат настрани. Осветлението е рязко, създавайки остри ръбове и сенки, за да подчертае думите „погледът ти удря страната на лицето ми", изписани с дръзки букви в черно, червено и бяло от лявата страна на творбата. В това единствено изречение Крюгер успява да предаде своя протест за пола, обществото и културата чрез език, създаден по начин, който може да се асоциира със съвременно списание, като по този начин привлича вниманието на зрителя.

### 90-те години
Следват други произведения от 1990-те години, които са обсъждани заедно с киберфеминизма и киберфеминистките колективи като VNS Matrix, OBN/ Old Boys Network и subRosa. Въз основа на по-ранни примери за феминистко изкуство, които включват технологии като видео и дигитална фотография, феминистките художнички през 90-те години експериментират с дигитални медии като World Wide Web, хипертекст и кодиране, интерактивно изкуство и поточни медии. Художничката и феминистка теоретичка Брача Л. Етингер развива идеята за матричния поглед.
Някои творби, като например „Моят приятел се върна от войната" (1996 г.) на Оля Лиалина, използват хипертекст и цифрови изображения, за да създадат нелинеен разказ за пола, войната и травмата. Други творби, като „Сляпо момиче“ (1999) на Prema Murthy, комбинират пърформанс изкуство със стрийминг видео, чат на живо и уебсайт, за да разпитат за пола, колониализма и онлайн консуматорството. Творби като Bodies© INCorporated (1997) на Виктория Весна използват медии за виртуална реалност като 3D моделиране и VRML, за да сатиризират комодификацията на тялото в дигиталната култура.

### 2020-те години
С развитието на технологиите и различните форми на развлечение през XXI век феминисткото изкуство постепенно навлиза в различни области. Особено забележително е развитието в областта на музиката. По отношение на хип-хоп музиката много хип-хоп песни насърчават изкуството на феминизма. Ако вземем за пример Южна Корея, много хип-хоп певици открито създават хип-хоп песни за феминизма, за да изразят мнението си за някои неравноправни проблеми на половете в обществото. Например през 2022 г. корейската рапърка BIBI издава песен, наречена „Ферма за животни“ (Animal Farm), която изразява съпротивата срещу половата дискриминация на жените в патриархалното общество и проблема с коагулацията на мъжете, като заимства класически кадри от „Убий Бил". Друг пример е песента Nxde на момичешката група (G)I-dle. В песента има реплика "We born nude", която изразява отвращение от цветните очила, които мъжете добавят на жените. Хората се раждат голи, така че „гола" не е в порнографско значение - тази конотация е изкуствено добавена. Тази песен предефинира думата „гола", за да изрази смелостта на жените да бъдат себе си и да не се обвързват със стереотипите, наложени на жените в света.

## Популяризиране на феминисткото изкуство
През 70-те години обществото започна да става отворено за промяна и хората започнаха да осъзнават, че има проблем със стереотипите на всеки пол. Феминисткото изкуство става популярен начин за справяне със социалните проблеми на феминизма, които се появяват в края на 60-те до 70-те години на XX век. За да се опитат да сложат край на сексизма, художничките използват много различни стилове на изкуството, за да се представят и да изразят своята стойност. Няколко от тези различни обекти включват занаяти, картини и дори сценични изкуства. Преди повече от петдесет годинипървото феминистко предизвикателство е отправено към историята на изкуството с публикуването през 1971 г. на книгата на Линда Нохлин „Защо не е имало велики жени художнички?“ Нохлин председателства сесията на Асоциацията по изкуствата на Колежа през 1972 г., озаглавена „Еротизмът и образът на жените през XIX век“, страхотно пространство, където феминисткият език и мислене повлияват концепциите на историята на изкуството. Сесията обсъди начините, по които „суровият сексизъм в създаването и използването на женски изображения беше толкова запомнящо се разобличен“, което призова за необходимостта от деколонизация в историята на изкуството по отношение на системните вярвания и практики по отношение на образа на жените или на жена.
Създаването и публикуването на първото феминистко списание е публикувано през 1972 г. Ms Magazine е първото национално списание, което изтъкца феминистките гласове, направи феминистките идеи и вярвания достъпни за обществеността и подкрепя творбите на феминистките творци. Подобно на света на изкуството, списанието използва медиите, за да разпространи посланията на феминизма и да привлече вниманието към липсата на пълно равенство между половете в обществото. Съоснователят на списанието, Глория Стейнем, измисля известния цитат „Една жена има нужда от мъж, както рибата има нужда от велосипед“, който демонстрира силата на независимите жени; този лозунг често се използва от активисти.

## Ефект на феминисткото изкуство върху обществото
Луси Липард твърди през 1980 г., че феминисткото изкуство не е „нито стил, нито движение, а вместо това ценностна система, революционна стратегия, начин на живот“. Този цитат потвърждава, че феминисткото изкуство е засегнало всички аспекти на живота. Жените в нацията са решени гласът им да бъде чут над глъчката на недоволството и равенството ще им позволи да получат работа, равна на мъжете, и да получат права и свобода на действие върху собствените си тела. Изкуството е форма на медия, която се използваше за предаване на посланието; това е тяхната платформа. Феминисткото изкуство подкрепя това твърдение, защото изкуството започна да оспорва предишните представи за ролите на жените. Посланието за равенство между половете във феминистките произведения на изкуството резонира сред зрителите, защото предизвикателството на социалните норми кара хората да се питат дали трябва да е социално приемливо жените да носят мъжки дрехи.

## Пример за феминистко изкуство
Списанието и възходът на феминизма се случиха по същото време, когато феминистките художнички стават по-популярни, а пример за феминистка художничка е Джуди Дейтър. Започвайки артистичната си кариера в Сан Франциско, културен център на различни видове изкуство и творчески произведения, Дейтър показва феминистки снимки в музеи и печели доста публичност за работата си. Тя показва изкуство, което се фокусира върху жените, предизвикващи стереотипните роли на пола, като например очаквания начин, по който жените ще се обличат или позират за снимка. Да видиш жена, облечена в мъжко облекло, е рядкост и прави изявление за подкрепа на феминисткото движение и много хора знаят за страстната вяра на Дейтър за равни права. Тя също фотографира голи жени, което има за цел да покаже женските тела като силни, мощни и като празник. Снимките грабват вниманието на зрителите заради необичайността и невижданите досега изображения, които не е задължително да се вписват в обществото.

### Силвия Слей,Легналият Филип Голуб(1971)
Американската хужоничка Силвия Слей се занимава с тази група от предизвикателни пространства, обусловени от пола, по-специално занимавайки се с обвързано с пола изкуство в историята на изкуството. Тя е традиционен творец, който рисува с маслени бои върху платно, и  идеализира мъжкото голо тяло.
Нейната картина Легналият Филип Голуб приема същата форма, която Веласкес прави в известната си гола картина „Венера Рокеби“. Мъжът в картината на Слей държи същата легнала поза с вдигната ръка, докато разглежда себе си и своята красота в огледалото. Освен това, точно както Веласкес често рисува себе си на фона на своите картини, Слей рисува себе си в огледалото на Легналият Филип Голуб. В това отношение тя се превръща в образ на красотата, но също така се превръща в образ на суетата, защото богинята вижда красотата си в огледалото. Това представяне става обърнато и пример за мъжка суета. Този портрет съвсем не е случаен избор. Тя отразява същата тази обективизация върху мъжете, за да подчертае пристрастния начин, по който обективизираме жените. Това показва произволния начин, по който гледаме на женските тела, но тези тела са в една и съща поза. 

### Силвия Слей,Турска баня(1973)
Картината „Турска баня“ (1973) е версия с обърнат пол на едноименната картина на Жан Огюст Доминик Енгър. Турската баня е темата, изследвана от френския художник, и може да се види тази кръгла работа, където жените са в различни пози и това е този съставен въображаем образ на къпещи се жени. Телата им са преплетени по време на слушане на музика, липсва им действие в композицията и обективизират женската форма. Следователно мъжкият зрител им  се наслаждава.
Около 100 години по-късно Силвия Слей се заиграва с тази идея. На преден план се вижда нейният съпруг Лорънс Алоуей, художествен куратор и критик, който я гледа в тази традиционна женска легнала гола поза. Той се обляга и гледа към нея. Слей включва и други мъже, които са нейни близки приятели и интелектуално я вдъхновяват. В тази картина има и силен натурализъм. Тя не се плаши от тен линии и окосмяване по тялото по същия начин, както често се вижда в картините на старите майстори, където няма признаци на тен линии или косми по тялото. По този начин тук има известен реализъм, с който се ангажира Силвия Слей. Това е очевидно подкопаване на традиционния начин за обективизиране на жените, но тя не обективизира непременно тези мъже. Това са мъже, които я вдъхновяват; тя празнува тези мъже и тяхната култура на турската баня, като същевременно се позовава на образи от миналото.

### Ана Мендиета,Дървото на живота(1976)
През 70-те и 80-те години Ана Мендиета донася интимен, отчетливо феминистки подход към лендарта. Тя е родом от Куба и е прекарва живота си в изгнание. Използва тялото си в своите изпълнителски творби и често пресъздава сцени на престъпление, изнасилване и нападение, за да коментира домашно и сексуално насилие. На 8 септември 1985 г. пада от прозореца. Все още обаче има предположения, че мъжът й я е бутнал.
В нейната творба Дървото на живота се вижда, че тя изследва тази конкретна поза с вдигнати ръце, което я кара да се свързва със земята и небето и свързва това с женската роля. Това произведение, подобно на повечето от творбите на Мендиета, е феноменален лендарт, където тя е част от земята, оживявайки богинята майка.

### Джуди Чикаго,Вечерно парти(1974–1979)
Тази смесена медийна работа на американката Джуди Чикаго използва разнообразни материали, включително златни чаши и прибори, бродирани пътеки и рисувани чинии от китайски порцелан, като всичко това е измислено като за вечерно парти. Има 13 сложни сервиза от всяка страна, съставляващи 39 сервиза. Включени са също имената на 999 жени, изписани върху плочките за наследство в центъра. Всяка от тези жени е влиятелна и важна фигура в света. 
Идеята на вечерята е свързана с историята на жените и домакинството, като традиционно жените обслужват дома, Чикаго си играе с ролите на половете. Начинът, по който това произведение е представено, предизвиква идеи за олтар и навява теми за жертва. Освен това няма нито една седалка, която да е в центъра и много хора казват, че идеята за 13 от всяка страна е много подобна на Тайната вечеря, защото в центъра е Христос с неговите 12 апостоли. Но в този случай няма централна фигура. Тя се заиграва с идеята за Тайната вечеря, която е доминиран от мъжкия образ и пространство.
Джуди Чикаго е много заинтересована от идеята за символика на цветята, а също и от вид женски гениталии като символ, представящ жената. Така че, ако човек погледне тези отделни плочи, не винаги, но много често, те изглежда загатват за идеята за цвете, а също и символично за женски гениталии. Някои жени отговарят отрицателно на идеята, че жените не са само женски гениталии, че те са повече от това. Но Чикаго и други художнички, които виждат това като символ на животворните способности на жените, идеята, че това е символ на женствеността, това е един вид върховният символ на женствеността. И затова тя го избира за тази конкретна серия. Дело е на много хора – Чикаго е много добра в събирането на много хора, за да работят по големи проекти. И това включва рисувани порцеланови ръкоделия.
Това е голям проект, в който участват много жени, които й помагат, както и мъже. Това произведение на изкуството е много голямо – с размери 48 фута от всяка страна, и дълго време няма къде да бъде изложено, така че е поставено като временен експонат в редица музеи, а след това би трябвало да бъде изложено в университет, но имаше държавни служители, които се противопоставят на това, защото го смятат за порнография. В крайна сметка обаче е изложено в Център за феминистко изкуство в Бруклинския музей, където е и до момента. 

### Други творби
- Сузан Лейси,Между вратата и улицата,2013, Творческо време иЕлизабет А. Саклер Център за феминистко изкуство,Бруклински музей на изкуството
- Шийла дьо Бретвил, Розово, плакат, 1973 г.
- Женска къща,инсталация и пространство за изпълнение, 1972 г., организирано отДжуди Чикаго иМириам Шапиро във Феминистката програма за изкуство във Фресно, Калифорния.